# آکگون کاچماز
آکگون کاچماز (ترکی استانبولی: Akgün Kaçmaz؛ زادهٔ ۱۹ فوریه ۱۹۳۵) بازیکن فوتبال اهل ترکیه بود.
از باشگاه‌هایی که در آن بازی کرده‌است می‌توان به باشگاه فوتبال فنرباغچه، باشگاه فوتبال فاتح قره‌گمرک، و باشگاه فوتبال باندرماسپور اشاره کرد.
وی همچنین در تیم ملی فوتبال ترکیه بازی کرده‌است.